# Jean Harlow
Jean Harlow, ursprungligen Harlean Harlow Carpenter, född 3 mars 1911 i Kansas City, Missouri, död 7 juni 1937 i Los Angeles, Kalifornien, var en amerikansk skådespelare och sexsymbol under 1930-talet. Harlow engagerades av regissören Howard Hughes och gjorde sin första stora roll i Rymdens demoner (1930), vilken följdes av flera filmer utan framgång, innan hon kontrakterades av Metro-Goldwyn-Mayer 1932. Där spelade Harlow huvudroller i en serie filmer, däribland Taifun (1932), Middag kl. 8 (1933), Hjärter i trumf (1935) och Suzy (1936). Snart gick hon om sina kvinnliga kollegor på MGM, Joan Crawford och Norma Shearer, i popularitet. Hon blev en av de största filmstjärnorna under slutet av 1930-talet, med smeknamnen "Blonde Bombshell" och "Platinum Blonde", uppskattad för sina vamproller.
Jean Harlow avled vid 26 års ålder under inspelningen av Saratoga 1937. Filmen färdigställdes med hjälp av body doubles och hade premiär drygt en månad efter Harlows död. Hon rankades 1999 som nummer 22 på AFI's 100 Years...100 Stars lista över filmstjärnor från Hollywoods klassiska era.

## Biografi
Jean Harlow var dotter till tandläkaren Mont Clair Carpenter (1877–1974) och hans hustru Jean Poe Carpenter, född Harlow (1891–1958). När hon var 16 år rymde hon hemifrån och gifte sig med en ung affärsman. Paret bosatte sig i Los Angeles, där hon inom kort fick biroller i en rad filmer, samt medverkade i flera av filmproducenten Hal Roachs kortfilmer, bland annat Hjärtligt välkomna (1929) mot Helan och Halvan. 1929 tog hon ut skilsmässa och samtidigt ändrade hon sitt namn till Jean Harlow.
Harlow upptäcktes"av Howard Hughes och fick en roll i hans film Rymdens demoner 1930. Hon ersatte Greta Nissen i huvudrollen då nästan hela filmen fick göras om som ljudfilm eftersom stumfilmen hunnit bli omodern under filmens långdragna produktion.
År 1931 medverkade hon i gangsterfilmen Public Enemy - samhällets fiende nr 1, som gjorde James Cagney till stjärna, och spelade en huvudroll i Frank Capras Platinum Blonde. 1932 spelade hon i Taifun, den första av flera filmer i vilken hon spelade mot Clark Gable. Till att börja med fick hon en image som utmanande och sexig vamp, men med åren kom hon att utvecklas till en superb komiker.
I juli 1932 gifte hon sig med den 22 år äldre producenten Paul Bern; han begick självmord i september samma år. 1933 gifte hon om sig med en filmfotograf, Harold Rosson, men de skilde sig efter ett år. Hon förlovade sig sedan med skådespelaren William Powell. Under inspelningen av Saratoga 1937 blev Harlow akut sjuk i njurinflammation och lades in på sjukhus. Hon avled, 26 år gammal, av uremi och hjärnödem. Jean Harlow är begravd i mausoleet Forest Lawn Memorial Park i Glendale i Kalifornien.

## Eftermäle
Jean Harlow har sedan 1960 en stjärna på Hollywood Walk of Fame vid adressen 6910 Hollywood Blvd.
Harlow har porträtterats på film flera gånger. 1965 gjordes två biografiska filmer med titeln Harlow, med Carroll Baker respektive Carol Lynley i huvudrollerna. I filmen The Aviator (2004) spelades hon av Gwen Stefani.

## Filmografi (i urval)
- 1929 – Leve friheten
- 1929 – Hjärtligt välkomna

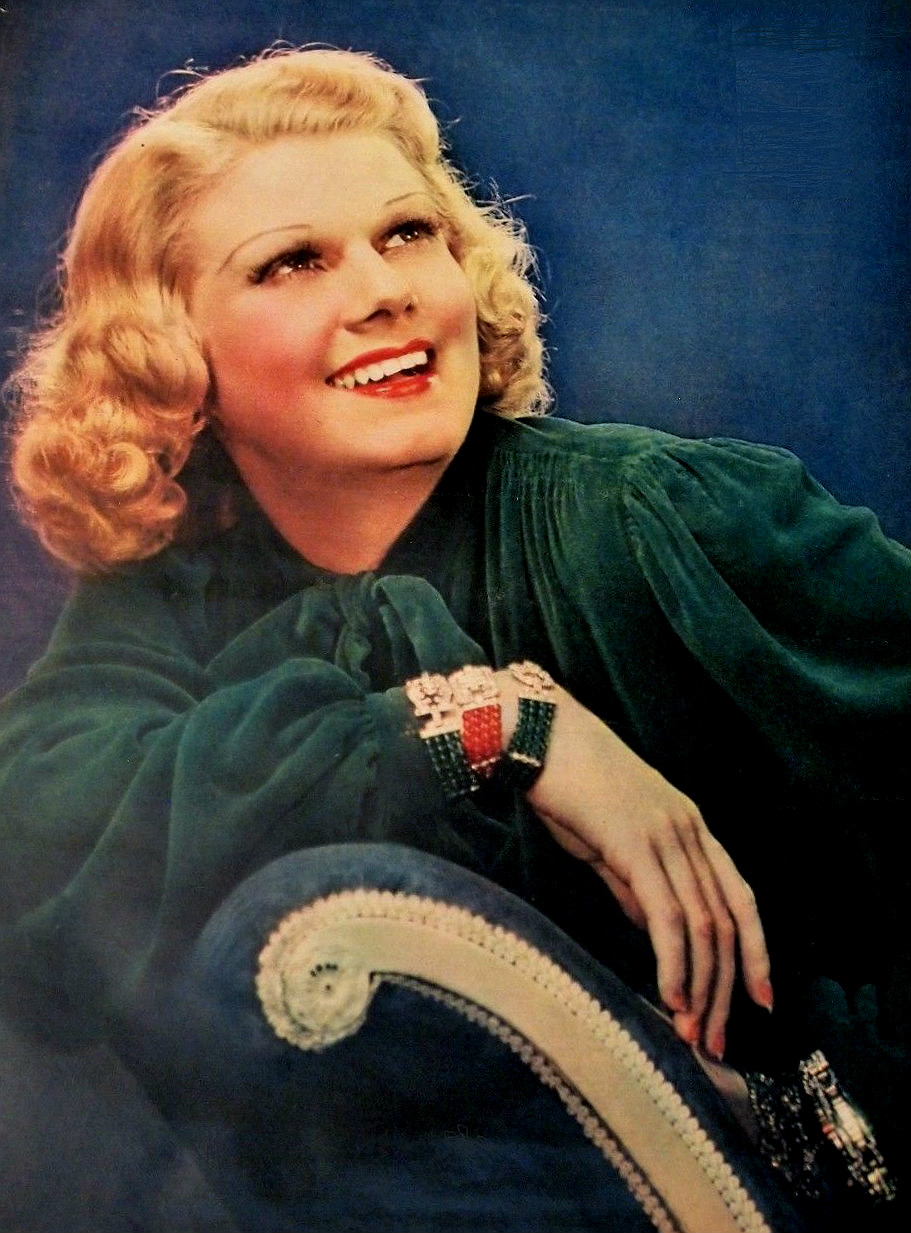
Jean Harlow, 1937.

- 1929 – Helan och Halvan i stämning[2]
- 1930 – Rymdens demoner
- 1931 – Public Enemy - samhällets fiende nr 1
- 1931 – Platinum Blonde
- 1932 – Taifun
- 1932 – Den rödhåriga kvinnan
- 1933 – Akta er för gnistor!
- 1933 – Du skall bli min!
- 1933 – Middag kl. 8
- 1934 – En ängel med temperament
- 1935 – Hjärter i trumf
- 1935 – Kapten på Singaporelinjen
- 1936 – Hans fru och hans sekreterare
- 1936 – Suzy
- 1936 – Situationens herre
- 1937 – Förälskad, Förlorad, Förledd!
- 1937 – Saratoga